# Kalias Narain Haksar
Kailas Narain Haksar (Nueva Delhi, India, 1878-1953) fue un aristocrática, militar, político e intelectual británico.
Fue enviado a educarse en Londres, donde estuvo en el Trinity College de Cambridge y luego en la Armada Real Británica.
Volvió a India con el rango de coronel, en 1935. Se incorporó a la administración pública del imperio británico en la India como gobernador marítimo de Madrás, luego dirigió algunos batallones de ejército en Punjab, hasta que adquirió ideales de independencia, esparcidos entonces por Mahatma Gandhi y sus campañas de desobediencia civil.
En 1943 fue encargado primer ministro del estado principesco de Jammu y Cachemira, cargo que mantuvo hasta 1944, cuando se retiró para controlar una incursión pakistaní a la región.
Retirado de la vida política hasta su fallecimiento en 1953.